# Ahrenshooper Holz
Ahrenshooper Holz este o arie protejată (arie specială de conservare — SAC, sit de importanță comunitară — SCI) din Germania întinsă pe o suprafață de 56 ha, integral pe uscat.

## Localizare
Centrul sitului Ahrenshooper Holz este situat la coordonatele 54°23′06″N 12°26′31″E / 54.385°N 12.4419°E.

## Înființare
Situl Ahrenshooper Holz a fost declarat sit de importanță comunitară în aprilie 1998 pentru a proteja 1 specie de animale. Situl a fost protejat și ca arie specială de conservare în august 2016.

## Biodiversitate
Situată în ecoregiunea continentală, aria protejată conține 1 habitat natural: Păduri de fag Luzulo-Fagetum.
La baza desemnării sitului se află o specie protejată de  nevertebrate: Vertigo angustior